# Aida Batlle
Aida Batlle (El Salvador, 1973) es una caficultora (productora de café) y empresaria salvadoreña. Fue la primera mujer en ganar la Taza de la Excelencia 2003, que premia al mejor café de El Salvador, un año después de empezar a cultivar café. Es miembro de la junta directiva de La Alianza para la Excelencia del Café (ACE).

## Biografía
Su familia cultivó café durante cuatro generaciones. A su tatarabuelo, Narciso Avilés, gobernador de la provincia de Santa Ana, se le atribuye haber llevado la variedad de café Bourbon a El Salvador desde Guatemala a finales del siglo XIX o inicios del XX.
La familia huyó del país durante la guerra civil de El Salvador (1979-1992) cuando ella tenía seis años y vivió en Miami, Florida.  Cuando se casó se mudó a Nashville, Tennessee.

### Inicio como productora
En 2002, finalizado su matrimonio, volvió a su país a los 28 años. Su padre, Mauricio Batlle, cultivaba las tierras de la familia, pero por los precios del café en mínimos históricos (US$0,40 por libra en 2001), el negocio no era rentable. Batlle se instaló en Santa Ana y se hizo cargo de él.
Ella sabía poco sobre el cultivo de café, pero consciente de que era una fruta, decidió cultivarla y tratarla como una fruta orgánica recién recolectada en su punto justo, algo inusual entonces. La mayoría de los caficultores buscaban la mayor producción al menor coste, con métodos de cultivo industriales y recolectando las cerezas de café verdes. Eso la enfrentó los administradores de las fincas, acostumbrados a la producción comercial.
En 2003 presentó su café Finca Kilimanjaro en la primera edición del galardón Taza de la Excelencia de El Salvador, y entre 336 productores salvadoreños, resultó ganadora. El premio fue la subasta de su producción, comprada por un tostador noruego a  14,06 dólares la libra. Un récord ya que el producto básico se cotizaba a menos de un dólar por libra. La producción de la otra finca a la que inscribió, Finca Los Alpes, quedó en el puesto 16.   Su éxito convenció a su padre y a los administradores de la fincas de que "mimar" la cereza del café podría ser una buena estrategia comercial. Y la ayudaron a establecer relaciones en la industria del café artesanal que estaba apenas en desarrollo.
Después Batlle aprendió a catar café. Y en 2010 obtuvo una certificación del Barista Guild of America (Specialty Coffee Association, SCA), siendo la primera mujer productora en lograrlo.
Trabaja en tres fincas de café familiares, Finca Los Alpes, Finca Kilimanjaro y Finca Mauritania, y otra de su propiedad, Finca Tanzania.  Con las cuatro  se produce en torno a treinta toneladas de café, si el clima es bueno y no hay robos de recolectores armados. Cuando viaja por ellas. Batlle un coche blindado con guardias armados.
Además, ha trabajado con compañías de tostadores artesanales norteamericanas como Sweet Maria's, Counter Culture, Stumptown y Blue Bottle. 

### Innovadora
También desarrolló un mercado secundario con las cáscaras (pulpa seca) de las cerezas del café, que se secan para crear un té. En 2005, notó que éstas, que se desechaban en el proceso de molienda, tenían un aroma floral y decidió intentar preparar té con ellas. Luego, otros productores la imitaron.
La cáscara puede secar y trocear como el té molido o secar en trozos parecidos a pasas, y se prepara con agua caliente. Puede servirse caliente, helado, carbonatado y embotellado, incluso como cerveza. Hashara y quishr son bebidas similares tradicionales en Etiopía y Yemen.

### Método orgánico y manual
Aplica métodos orgánicos y una cosecha manual de granos de café maduros, clasificándolos por color para aislar los sabores.  Paga a sus recolectores el doble del salario habitual porque el trabajo es más exigente que la forma común de cultivo, tipo Bourbon. También cultiva las variedades pacamara y keniano.
En 2009 creó Aida Batlle Selection (ABS) en para asesorar a los productores para entrar a un mercado selecto de café.

## Reconocimientos
En 2013, la revista Time dijo que estaba liderando la tercera ola de la industria del café, o el movimiento hacia un café de origen único producido artesanalmente.
En 2014, la revista norteamericana Good incluyó a Batlle en su lista de 100 innovadores.
En 2025, la guía gastronómica Taste Atlas, incluyó su café en la lista Top 20 de los mejores cafés del mundo, según críticos, chefs y consumidores.